# Spankeren (Adelsgeschlecht)

Wappen derer von Spankeren

Spankeren ist der Name einer niederländischen, seit dem 19. Jahrhundert auch deutschen Familie, die ihren Namen nach dem Ort Spankeren (heute Ortsteil von Rheden) bei Arnheim führt und deren Stammreihe mit Bernt van Spankeren beginnt, der urkundlich 1637 erwähnt ist und Gildeknecht der Schiffergilde in Arnheim war.

## Namensänderung und Adelserhebung
Am 12. Juni 1858 wurde in Berlin durch Kabinettsorder den Brüdern Wilhelm (1797–1862), königlich preußischer Verwaltungsdirektor der Bundesfestung Mainz, und Friedrich von Spankeren (1804–1886), königlich-preußischer Regierungspräsident in Arnsberg, die Erlaubnis zur Namensführung von Spankeren erteilt, allerdings ohne Aufnahme in den preußischen Adel.
Die Erhebung in den erblichen preußischen Adelsstand erfolgte erst am 12. September 1896 in Berlin für den preußischen Generalleutnant Rudolf von Spankeren (1839–1920), ältester Sohn des Wilhelm van Spankeren.

## Wappen von 1896
In Schwarz eine rechts von einer goldenen Blätterkrone, links von einem schrägrechts liegenden goldenen Anker begleitete aufsteigende eingebogene goldene Spitze, darin ein rot bezungter schwarzer Löwe. Auf dem Helm mit schwarz-goldenen Decken der Löwe wachsend mit der Blätterkrone in der rechten und dem Anker in der linken Pranke.

## Bekannte Familienmitglieder
- Eberhard van Spankeren (1761–1840), evangelischer Geistlicher
- Friedrich von Spankeren (1804–1886), preußischer Regierungspräsident
- Oskar von Spankeren (1835–1921), preußischer Generalmajor
- Rudolf von Spankeren (1839–1920), preußischer Generalleutnant
- Rudolf von Spankeren (Landrat) (1875–1930), preußischer Landrat im Kreis Schroda
- Wilhelm von Spankeren (1797–1862), preußischer Beamter